# Vic Nees
Victor Nees (Mechelen, 8 marzo 1936 – Vilvoorde, 14 marzo 2013) è stato un compositore, direttore di coro e organista belga (fiammingo), figlio del compositore e carillonneur Staf Nees.

## Biografia
Vic Nees si avvicinò alla musica inizialmente in modo informale. Prese lezioni di piano e di organo e iniziò a cantare nel coro della Cattedrale di San Rumbold guidato da Jules Van Nuffel, ammissione resa possibile grazie a un corso preparatorio di solfeggio con Paul Gilson. Studiò composizione con Flor Peeters al Koninklijk Vlaams Conservatorium (Conservatorio reale fiammingo) di Anversa e direzione corale ad Amburgo con Kurt Thomas. 

Tra il 1961 e il 1970 fu produttore di musica corale per la Radio fiamminga di Bruxelles.

## Composizioni
Segue una lista di alcune composizioni notevoli di Vic Nees.
- De zee is een orkest (2000)
- Trumpet Te Deum (2003)
- Requiem (2007)
- Passio super Galli cantu (2010)